# Xnews
Xnews – autorski czytnik grup dyskusyjnych, napisany w Delphi i udostępniany jako freeware. 
Twórcą programu jest Luu Tran, na którego potrzeby czytnik powstał i którego preferencje odzwierciedla, choć niektóre elementy są wzorowane na programie NewsXpress. Pomimo dość oryginalnej wizji newsreadera, Xnews zyskał rzeszę fanów, podzielających poglądy autora, którzy zdominowali grupę dyskusyjną zajmującą się wszystkimi czytnikami. Poważną wadą czytnika jest całkowity brak obsługi kodowań (w tym ISO-8859-2), co uniemożliwia używanie tego czytnika z językami innymi niż angielski bez zewnętrznych programów.

## Historia
Na początku Xnews obsługiwał przede wszystkim grupy tekstowe. Autor z biegiem lat rozwijał też obsługę grup binarnych, dodając obsługę wydajniejszego kodowania yEnc, dzięki czemu Xnews można wykorzystać również do pobierania plików zakodowanych w ten sposób.